# Johannes Flüggé
Johannes Flüggé (latinizado "Flueggé", 22 de junio de 1775-Hamburgo-28 de junio de 1816) fue un médico, botánico, y profesor universitario alemán. Estudió medicina e historia natural en las Universidades de Jena, Viena y de Göttingen, y en 1800 recibió un doctorado en la Universidad de Erlangen. Posteriormente realizó expediciones botánicas por Alemania y Francia.
En 1810, Flüggé estableció el primer Jardín botánico en Hamburgo. Es recordado por sus estudios en pastos en el género Paspalum.

## Publicaciones
- Paspalum Fluegge, Gram. Monog.: 53 (1810).
- Graminum monographiae[1]

## Honores

### Epónimos
- (Euphorbiaceae) Flueggea Willd.[2]

- La abreviatura «Flüggé» se emplea para indicar a Johannes Flüggé como autoridad en la descripción y clasificación científica de los vegetales.[3]